# المشكلجي (مسرحية)
المشكلجي مسرحية بحرينية من تأليف علي آل حمادة وإخراج حسن العويناتي.

## طاقم العمل
- أحمد الفرج.
- فاطمة عبد الرحيم.
- إسماعيل سرور.
- شهاب حاجيه.
- فرحان العلي.
- هنادي.
- مريان.
- منصور صنقيمة.
- شيخة زويد.
- العنود الحربي.
- ناصر عبد الواحد.
- علي العويناتي.
- علي خاتم.